# Филиппов, Сергей Степанович
Сергей Степанович Филиппов (1884 — 1948) — временно исполняющий должность начальника войск ВЧК Республики Советов. Первый командир ОСНАЗ при президиуме ВЧК, в дальнейшем ставшим Отдельной мотострелковой дивизией особого назначения.

## Биография
Родился в деревне Буйково Ельнинского уезда в крестьянской семье, дед был крепостным, отец сплавщиком леса. По профессии токарь, активный участник социал-демократического рабочего движения, вступил в РСДРП в 1904 в Брянске. Подвергался репрессиям со стороны царских властей за революционную деятельность в 1907, 1909, 1913. В 1917 председатель Ельнинского уездного съезда Советов рабочих, крестьянских и солдатских депутатов. С ноября 1918 председатель Ельнинского Совдепа, возглавлял Ельнинский комитет РКП(б). С 4 февраля 1919 председатель Смоленской губернской ЧК. Возглавлял отряд по подавлению контрреволюционного выступления в Гомеле («стрекопытовщины»), в марте — апреле 1919 на участках Гомель — Бахмач — Конотоп. При ликвидации левоэсеровского выступления в Смоленской губернии был ранен. 12 октября 1919 утверждён начальником Западного сектора войск внутренней охраны Республики (приказ ВВО № 343). Возглавлял также и Московский сектор. С сентября 1920 помощник командующего войсками внутренней службы Московского округа по оперативно-строевой части. Приказом войскам ВНУС № 6/с от 5 января 1921 назначен начальником Дивизии особого назначения войск ВНУС (с 19 января 1921 — войск ВЧК), которая участвовала в ликвидации антоновского мятежа в Тамбовской губернии. Он же сформировал первый в войсках отряд ОСНАЗ (приказ войскам ВЧК № 251/с от 6 апреля 1921). С 13 апреля 1921 несколько дней исполнял обязанности командующего войсками ВЧК Республики.
После 1921 некоторое время работал в НКПС. Как видно из анкеты Всероссийской переписи членов Российской компартии (большевиков) 1922 года, Филиппов С. С. исключён из РКП(б) «за неуплату членских взносов». С февраля по 1 июня 1922 работает заведующим подотделом охраны и заведующим охраной лагерей административно-организационного отдела Главного управления НКВД РСФСР, затем состоит в распоряжении ГПУ. С сентября 1922 по сентябрь 1923 заведующий административным отделом главного таможенного управления Наркомвнешторга РСФСР. С сентября 1923 по апрель 1924 заведующий ревизионно-контрольным отделом Северо-Западного областного промышленного бюро Петрограда. С мая 1924 по апрель 1926 заместитель управляющего районной конторой Нефтеторга в Ленинграде. С апреля 1926 до января 1927 заместитель заведующего ревизионной комиссией Северо-Западного Облпромбюро. В 1929—1931 годах служил в Карелии, затем вернулся в Ленинград. Работал на мелких хозяйственных должностях (заведовал мастерской треста «Севзапэлектромонтаж», жилищным управлением Фрунзенского района). Во время блокады с дистрофией эвакуирован в Алма-Ату, вернулся в 1944 году.
Дочь — Нина Сергеевна Филиппова.